# آخر قارب صيد (فلم)
آخر قارب صيد (بالإنجليزية: The Last Fishing Boat)، هُو فيلم دراما مالاوي صدر سنة 2012، وقد أخرجه وأنتجه شيمو جويا. الفيلم من بطولة هوب شيسانو وفلورا سويا وروبرت لوغلان.